# 3some
3some è un singolo del rapper italiano Rosa Chemical, pubblicato il 20 giugno 2024. Il brano, prodotto dal rapper, vede la partecipazione di VillaBanks.

## Video musicale
Un visualizer è stato pubblicato in concomitanza con l'uscita del brano. Successivamente, il 3 luglio 2024 viene pubblicato un video musicale diretto da Iano Bellanova. Entrambi i video vengono pubblicati sul canale YouTube del rapper.

## Tracce
Testi e musiche di  Manuel Franco Rocati, Vieri Igor Traxler.
1. 3SOME – 2:02